# Fabiano Cezar Viegas
Fabiano Cezar Viegas (Getúlio Vargas, 4 augustus 1975), ook wel kortweg Fabiano genoemd, is een voormalig Braziliaans voetballer.

## Carrière
Fabiano speelde tussen 1994 en 2007 voor Flamengo, Atlético Paranaense, Kashima Antlers, Vegalta Sendai en Goiás.